# Claude Devèze
Temple de la renommée : Ducs d'Angers
Claude Devèze (né le 3 janvier 1970 à Montréal au Canada) est un joueur professionnel de hockey sur glace devenu entraîneur.

## Carrière
Il commence sa carrière professionnelle en 1988 dans la nationale 2 sud avec les Wild Horses de Nîmes. Il n'y reste qu'une saison avant de signer pour les Ducs d'Angers qui évoluent alors en nationale 1B.
Il reste à Angers pendant dix saisons consécutives, aidant le club à rejoindre l'Élite française en 1993. En 1999, il signe pour trois saisons à Nantes avec les Corsaires de Nantes en division 1 puis retourne à Angers en élite pour la saison 2002-2003. Pour la saison 2005-2006, il décide de rejoindre les Diables Noirs de Tours et quelques mois plus tard, en mars 2007, Robert Millette, entraîneur de l'équipe, décide de le nommer assistant capitaine de Dominic Perna.
Claude Devèze, arrive à Nantes lors de la saison 2008-2009. en Division 2. La saison suivante le club est mal classé et le 10 mars 2010, il remplace au pied levé Dany Fortin à la tête de l'équipe des  Corsaires de Nantes, Il assure les fonctions d'entraîneur-joueur jusqu'à la fin de saison, le club est sauvé de la relégation et il arrête sa carrière de joueur. 
À partir de l'année suivante, Claude Devèze devient entraîneur chef. Il reconstruit une équipe digne de ce nom et à l'issue de la saison 2012-2013, les  Corsaires de Nantes accèdent en Division 1, avec un bilan d'une seule défaite en saison régulière et deux en finale du championnat de France face aux Dogs de Cholet. 
L'année suivante, les Nantais promus brillent en coupe de France et seul représentant de la Division 1 s'inclinant en quart de finale face aux Dragons de Rouen, futurs finalistes. 
Le 18 février 2016, alors qu'en championnat les Corsaires de Nantes sont au plus mal, il est démis de ses fonctions au profit de Sylvain Roy et quitte les bords de Loire.
En 2016-2017, il est nommé à la tête des Diables rouges de Briançon en division 1. Claude Devèze est champion de France de Division 1 en 2019 avec les Diables rouges et accède à la Ligue Magnus. Le 26 octobre 2019, il est démis de ses fonctions d'entraîneur de Briançon après que son équipe ait entamé la saison par quatorze défaites consécutives (treize défaites en championnat et une défaite en coupe de France).
Le 1er décembre 2019, il rejoint les Remparts de Tours pour remplacer Rodolphe Garnier qui ne peut plus assurer son rôle d'entraîneur pris par ses occupations professionnelles à Caen. Avec son équipe Claude Devèze termine la saison régulière à la 5e place et se qualifie pour les play-offs. Après l'élimination de son équipe en quart de finale face à Caen en trois rencontres, Claude Devèze décide de quitter Tours. Un moment pressenti à Metz Hockey Club. (D3) l'affaire ne se fait pas. Claude Devèze décide de répondre à une offre plus alléchante en Italie pour prendre en charge l’équipe de Varèse.
À l'issue de la saison 2020-2021, il devient l'entraîneur des Albatros de Brest. 

## Statistiques
Pour les significations des abréviations, voir Statistiques du hockey sur glace.
| Saison    | Équipe                 | Ligue        |    | Saison régulière | Saison régulière | Saison régulière | Saison régulière | Saison régulière |   | Séries éliminatoires | Séries éliminatoires | Séries éliminatoires | Séries éliminatoires | Séries éliminatoires |
| Saison    | Équipe                 | Ligue        | PJ | B                | A                | Pts              | Pun              | PJ               | B | A                    | Pts                  | Pun                  |                      |                      |
| 1988-1989 | Wild Horses de Nîmes   | Nationale 2  | 24 | 14               | 17               | 31               | 51               |                  |   |                      |                      |                      |                      |                      |
| 1989-1990 | Ducs d'Angers          | Nationale 1B | 27 | 3                | 5                | 8                | 26               |                  |   |                      |                      |                      |                      |                      |
| 1990-1991 | Ducs d'Angers          | Division 1   | 22 | 8                | 11               | 19               | 28               | 6                | 3 | 8                    | 11                   | 0                    |                      |                      |
| 1991-1992 | Ducs d'Angers          | Division 1   | 21 | 8                | 10               | 18               | 22               |                  |   |                      |                      |                      |                      |                      |
| 1992-1993 | Ducs d'Angers          | Division 1   | 26 | 8                | 5                | 13               | 55               |                  |   |                      |                      |                      |                      |                      |
| 1993-1994 | Ducs d'Angers          | Nationale 1  | 20 | 8                | 6                | 14               | 24               | 11               | 4 | 0                    | 4                    | 8                    |                      |                      |
| 1994-1995 | Ducs d'Angers          | Élite        | 28 | 6                | 7                | 13               | 30               | 8                | 4 | 0                    | 4                    | 18                   |                      |                      |
| 1995-1996 | Ducs d'Angers          | Élite        | 30 | 4                | 3                | 7                | 23               | 9                | 1 | 0                    | 1                    | 8                    |                      |                      |
| 1996-1997 | Ducs d'Angers          | Nationale 1  | 30 | 8                | 9                | 17               | 40               | 9                | 0 | 3                    | 3                    | 10                   |                      |                      |
| 1997-1998 | Ducs d'Angers          | Élite        | 41 | 9                | 17               | 26               | 28               |                  |   |                      |                      |                      |                      |                      |
| 1998-1999 | Ducs d'Angers          | Élite        | 41 | 5                | 10               | 15               | 36               |                  |   |                      |                      |                      |                      |                      |
| 1999-2000 | Corsaires de Nantes    | Division 1   |    |                  |                  |                  |                  |                  |   |                      |                      |                      |                      |                      |
| 2000-2001 | Corsaires de Nantes    | Division 1   | 28 | 16               | 25               | 41               | 67               |                  |   |                      |                      |                      |                      |                      |
| 2001-2002 | Corsaires de Nantes    | Division 1   |    | 7                | 13               | 20               |                  |                  |   |                      |                      |                      |                      |                      |
| 2002-2003 | Ducs d'Angers          | Super 16     | 24 | 6                | 6                | 12               | 48               |                  |   |                      |                      |                      |                      |                      |
| 2003-2004 | Ducs d'Angers          | Super 16     | 24 | 3                | 8                | 11               | 26               | 4                | 1 | 0                    | 1                    | 6                    |                      |                      |
| 2004-2005 | Ducs d'Angers          | Ligue Magnus | 27 | 7                | 7                | 14               | 30               | 4                | 0 | 1                    | 1                    | 2                    |                      |                      |
| 2005-2006 | Ducs d'Angers          | Ligue Magnus | 25 | 3                | 6                | 9                | 32               | 5                | 2 | 0                    | 2                    | 6                    |                      |                      |
| 2006-2007 | Diables Noirs de Tours | Division 1   | 24 | 8                | 10               | 18               | 42               |                  |   |                      |                      |                      |                      |                      |
| 2007-2008 | Diables Noirs de Tours | Ligue Magnus | 26 | 0                | 5                | 5                | 20               | 5                | 0 | 1                    | 1                    | 8                    |                      |                      |
| 2008-2009 | Corsaires de Nantes    | Division 2   | 8  | 0                | 4                | 4                | 12               | -                | - | -                    | -                    | -                    |                      |                      |
| 2008-2010 | Corsaires de Nantes    | Division 2   | 13 | 1                | 8                | 9                | 24               | 3                | 0 | 2                    | 2                    | 4                    |                      |                      |